# San Jorge (Spanyolország)
San Jorge a köznyelvben Sant Jordi, egy község Spanyolországban, Castellón tartományban. San Jorge Càlig, Cervera del Maestre, Traiguera, Vinaròs és Ulldecona községekkel határos. Lakosainak száma 1381 fő (2024).

## Népesség
A település népessége az elmúlt években az alábbi módon változott:
| Lakosok száma | 605  | 637  | 782  | 1042 | 1111 | 1078 | 970  | 972  | 1063 | 1381 |
|               | 2001 | 2004 | 2006 | 2009 | 2011 | 2014 | 2016 | 2019 | 2021 | 2024 |